# Dekompression
Dekompression er en betegnelse for en proces, hvorved en dykkers omgivende tryk reduceres; typisk gennem opstigning i vandsøjlen eller i et trykkammer; hvorved der sker en reduktion af overskydende nitrogen fra dykkerens væv, med henblik på at undgå dekompressionssyge.

## Dekompressionsstop
Et dekompressionsstop (dekostop) laves en eller flere gange, af en dykker på vej op til overfladen, hvis dykkeren har dykket dybt og/eller længe. Formålet er at udvaske overskydende nitrogen fra dykkerens væv gennem udåndingsluften for at undgå trykfaldssyge. Under dekompressionsstoppet ligger dykkeren på samme dybde i f.eks. 5 min.
Behovet for dekompressionsstop og dets varighed kan enten aflæses i en dykkertabel eller på en dykkercomputer.

## Eksempel på en dykkertabel
Nedenstående er et eksempel fra Norsk Standard Dykketabell:
| Maks dybde | Bund tid | Stop tid | Stop tid | Stop tid | Tot. deko. | N2- gr. |
| Maks dybde | Bund tid | 9 m      | 6 m      | 3 m      | Tot. deko. | N2- gr. |
| 15 meter   | 10 20    | -        | -        | -        | -          | B C     |
| 15 meter   | 25 35    | -        | -        | -        | -          | D E     |
| 15 meter   | 45 55    | -        | -        | -        | -          | F G     |
| 15 meter   | 65 75    | -        | -        | -        | -          | H I     |
| 15 meter   | 85 105   | -        | -        | - 5      | - 5        | J L     |
| 15 meter   | 120 135  | -        | -        | 10 15    | 10 15      | M       |
| 15 meter   | 145 160  | -        | -        | 20 25    | 20 25      | N       |
| 15 meter   | 170 190  | -        | 5        | 25 30    | 30 35      | O       |
| 15 meter   | 240*     | -        | 10       | 40       | 50         | -       |

| A 10 | B 15 | C 25 | D 30 | E 40 | F 50 | G 60 | H 70 | I 80 | J 90 | K 100 | L 115 | M 125 | N 145 | O 160 |

## Anvendelse af dykkertabeller
Med udgangspunkt i ovenstående tabel, kan følgende udregnes for et dyk med en maksimal dybde på 15 meter:
- Maksimal bundtid
- Tid for dekompressionsstop
- Mængde af nitrogen optaget i kroppen

### Maksimal bundtid
Den maksimale bundtid på pågældende dybde udregnes ved at tage udgangspunkt i N2-bogstavet, der angiver hvor meget nitrogen kroppen har optaget. Der er ingen direkte omsætning mellem N2-bogstavet og f.eks. hvor mange gram N2 kroppen har optaget, da dette er en individuel ting, men jo højere bogstave; jo mere har kroppen optaget.
Hvis det maksimale tilladte N2-bogstave er G, tillades maksimalt 55 minutter på 15 meter.

### Tid for dekompressionsstop
Ved angivelse af dekompressionsstop (dekostop), tages udgangspunkt i dybde (oven for 15 meter) og den tid på bunden der ønskes. F.eks. 2 timer = 120 minutter.
Her kan så udlæses at der er 1 dekostop (også kaldet dekotrin); 10 minutter på 3 meter, dvs., 10 minutter totalt. Tiden fra bunden til punktet for dekostoppet nåes, medregnes som tid på pågældende dekotrin.

### Mængde af nitrogen optaget i kroppen
Ved et dyk på 35 minutter på 15 meter har dykkeren N2-bogstavet E. Efterhånden som tiden går fra dykket, aftager N2-ophobningen og dykkeren går ned på D, C osv. for efter nogen tid at være fuldstændigt afgasset. Hvis dykkeren skal foretage flere på hinanden følgende dyk, bruges den nederste række, f.eks. E = 40 til at angive en tillægsbundtid. En dykker der før dykkets start har nitrogenbogstavet E skal således lægge 40 minutter til sin faktiske bundtid, for at få et nyt beregnet nitrogen-bogstav.
Hvis der maksimalt tillades nitrogen-bogstavet G (der har 55 minutters bundtid), er der således kun 55-40 minutters faktisk bundtid = 15 minutter.
Dykkertabellerne benyttes mindre og mindre da dykkercomputeren har overtaget deres funktion, dog skal al erhvervsdykning i Danmark ske efter Norsk Standard Dykketabell.

## Bestemmelse af bundtid
Bundtid er defineret som den tid hvor dykkeren befinder sig på vej til eller under højeste tryk.
Ovenstående tegning illustrer et dyk, hvor dykkeren bruger 30 sekunder på at komme ned på maksimal dybden (9 meter), opholder sig 50 sekunder på denne dybde og til sidst bruger 60 sekunder på at komme op til overfladen.
I et såkaldt "firkant dyk", regnes bundtiden fra dykkeren forlader overfladen, til dykkeren påbegynder opstigningen. Det vil sige at bundtiden i ovenstående eksempel er 30 + 50 sekunder (nedstigningstid + faktisk bundtid) = 80 sekunder på 9 meter. Ved anvendelse af en dykkertabel, er udgangspunktet for beregningerne derfor 80 sekunder på 9 meter. Beregninger bruges efterfølgende til at beregne hvor meget nitrogen kroppen har optaget, eller hvor dybt/længe de efterfølgende dyk må være.
Ved anvendelse af dykkercomputere, foretages der løbende målinger af dybde og tid og computeren udregninger kontinuert, hvor meget nitrogen kroppen har optaget. Dykkercomputere har overtaget beregningsgrundlaget for næsten alle former for rekreative dykninger, hvorimod de mere konservative dykkertabeller, skal anvendes ved erhvervsdykning. I Danmark anvendes den såkaldte Norsk Standardtabel.
Anvendelse af dykkertabeller i planlægningen bruges til at beregne dekompressionsstop.